# Ternstroemia meridionalis
Ternstroemia meridionalis är en tvåhjärtbladig växtart som beskrevs av José Celestino Bruno Mutis och Carl von Linné d.y.. Ternstroemia meridionalis ingår i släktet Ternstroemia och familjen Pentaphylacaceae. Inga underarter finns listade i Catalogue of Life.